# Phyllotreta dilatata
Phyllotreta dilatata is een keversoort uit de familie bladkevers (Chrysomelidae). De wetenschappelijke naam van de soort werd in 1866 gepubliceerd door C. G. Thomson.